# Лудольф, Генрих Вильгельм
Генрих Вильгельм Лудольф (нем. Heinrich Wilhelm Ludolf; 20 декабря 1655, Эрфурт — 25 января 1712, Лондон) — немецкий (работал в основном в Англии) филолог, автор первой грамматики русского языка (1696) на латинском языке.

## Биография
Дядя Лудольфа, Хиоб Лудольф — один из основателей востоковедения и африканистики, автор грамматики амхарского языка, отец — Генрих (1615—1669), секретарь шведского посольства при заключении Вестфальского мира, затем чиновник в Эрфурте и советник майнцского курфюрста. В молодости Генрих Вильгельм научился арабскому и еврейскому языкам, затем был секретарём у посла датского короля Кристиана V к английскому двору. С 1680 года секретарь брата короля Кристиана, принца Георга Датского, который был мужем племянницы Карла II Английского, впоследствии королевы Анны. По болезни Лудольф оставил эту должность, но продолжал жить в Англии. В 1692—1694 посетил Россию, был лично знаком с Петром I и патриархом Адрианом, посвятил свою грамматику наставнику Петра Борису Алексеевичу Голицыну, покровительством которого пользовался. Особое «подносное» издание, без грамматики, но с диалогами и трактатами, Лудольф отправил лично Петру; в это издание был включён словарик военных терминов. В 1698 посетил Ближний Восток — Смирну, Яффу, Иерусалим и Каир. По предложению Лудольфа в Голландии был издан Новый Завет на греческом языке для греков Османской империи. Выступал за создание протестантской миссионерской конгрегации, по образцу католической, но без прозелитизма по отношению к православным Востока, о которых он написал несколько книг.

## Грамматика
Краткая «Grammatica Russica» на латинском языке, изданная Лудольфом в Оксфорде в 1696 году, стала первой в мире грамматикой русского (а не церковнославянского) языка; автор ставил себе задачей описать разговорный русский язык. Он внимательно ознакомился со славянской грамматической традицией (в частности, церковнославянскими грамматиками Мелетия Смотрицкого) и приложил к грамматике для справки перечень славянских грамматических терминов, однако в описании русского языка не следует за Смотрицким. Так, он вовсе не даёт категории, присутствующие только в церковнославянском языке (аорист и имперфект) или вообще выдуманные по образцу греческой грамматики. Он описывает русское полногласие, ряд фонетических соответствий между русским и церковнославянским, отсутствие чередований в русском склонении. В именном склонении он отмечает местный падеж на -у, совпадение звательного падежа с именительным (кроме церковной лексики), замену двойственного множественным (кроме форм вроде воочию), развитие из двойственного числа счётной формы (три, четыре стола и т. п.). Лудольф указывает только три времени современного языка — прошедшее, настоящее и будущее; первым описывает аналитическое будущее время со стану, взаимный залог. В перечне наречий и предлогов Лудольф вместо книжных славянских, приведённых у Смотрицкого, даёт разговорные русские формы. Во многом его описание опережает первые российские грамматики русского языка — В. Е. Адодурова (1740) и М. В. Ломоносова (1755).
Особую ценность имеют занимающие большую часть книги учебные диалоги (5 бытовых и один на религиозную тему) с параллельным латинским и немецким текстом. Лишь в очень небольшом количестве случаев это искусственно переведённые фразы, по большей части это записанные в России из уст представителей самых разных социальных слоёв реплики, часто с эллиптическим синтаксисом и разговорной лексикой.
Другое приложение к грамматике — «Краткие сведения по естественной истории России», где даются содержательные сведения о минеральных богатствах, флоре, фауне и населении России.
«Грамматика» Лудольфа в XIX в. часто игнорировалась из-за якобы большого числа ошибок, демонстрирующих плохое знание иностранцем русского языка. На самом деле, как показал Б. А. Ларин, большинство их связано с опечатками, вкравшимися при подготовке книги в Оксфорде (для наборщиков русский язык был абсолютно экзотическим); синтаксических ошибок под влиянием немецкого и латыни (кочевавших в XIX в. из работы в работу как доказательство некомпетентности Лудольфа) считанное количество.
В XX в. «Грамматика» неоднократно переиздавалась и изучалась как источник по истории лингвистической мысли и разговорному русскому языку конца XVII в. Среди её исследователей были такие авторитетные слависты, как С. К. Булич, Б. А. Ларин и Б. О. Унбегаун.